# Olympische Sommerspiele 2008/Schwimmen – 50 m Freistil (Frauen)
Der Wettbewerb über 50 Meter Freistil der Frauen bei den Olympischen Spielen 2008 in Peking wurde vom 15. bis 17. August 2008 im Nationalen Schwimmzentrum Peking ausgetragen. 92 Athletinnen nahmen daran teil. 
Es fanden 12 Vorläufe statt. Die 16 schnellsten Schwimmer aller Vorläufe qualifizierten sich für die zwei Halbfinals, die am nächsten Tag ausgetragen wurden. Für das Finale qualifizierten sich die acht zeitschnellsten Schwimmer beider Halbfinals.

## Rekorde
Vor Beginn der Olympischen Spiele waren folgende Rekorde gültig.
| Weltrekord         | Lisbeth Trickett ( Australien) | 23,97 s | Sydney, Australien | 29. März 2008      |
| Olympischer Rekord | Inge de Bruijn ( Niederlande)  | 24,13 s | Sydney, Australien | 22. September 2000 |

Während der Olympischen Spiele wurde folgender Rekord gebrochen:
| Olympischer Rekord | Britta Steffen | 24,06 s | Peking, Volksrepublik China | 17. August 2008 |

## Titelträger
| Olympiasieger | Inge de Bruijn ( Niederlande)   | 24,58 s | Athen 2004     |
| Weltmeister   | Lisbeth Trickett ( Australien)  | 24,53 s | Melbourne 2007 |
| Europameister | Marleen Veldhuis ( Niederlande) | 24,09 s | Eindhoven 2008 |

## Vorlauf

### Vorlauf 1
| Platz | Name                | Nation  | Zeit    | Anmerkung |
| ----- | ------------------- | ------- | ------- | --------- |
| 1     | Sameera Al-Bitar    | Bahrain | 30,32 s |           |
| 2     | Gloria Koussihouede | Benin   | 37,09 s |           |
| 3     | Pamela Girimbabazi  | Ruanda  | 39,78 s |           |
| 4     | Djene Barry         | Guinea  | 39,80 s |           |

### Vorlauf 2
| Platz | Name                    | Nation       | Zeit    | Anmerkung |
| ----- | ----------------------- | ------------ | ------- | --------- |
| 1     | Zakiya Nassar           | Palästina    | 31,97 s |           |
| 2     | Karishma Karki          | Nepal        | 32,35 s |           |
| 3     | Zahra Pinto             | Malawi       | 32,53 s |           |
| 4     | Antoinette Guedia       | Kamerun      | 33,59 s |           |
| 5     | Vilayphone Vongphachanh | Laos         | 34,79 s |           |
| 6     | Elisabeth Nikiema       | Burkina Faso | 34,98 s |           |
| 7     | Elsie Uwamahoro         | Burundi      | 36,86 s |           |
| 8     | Mariama Souley Bana     | Niger        | 40,83 s |           |

### Vorlauf 3
| Platz | Name                 | Nation                             | Zeit    | Anmerkung |
| ----- | -------------------- | ---------------------------------- | ------- | --------- |
| 1     | Olivia Aya Nakitanda | Uganda                             | 29,38 s |           |
| 2     | Samantha Paxinos     | Botswana                           | 29,91 s |           |
| 3     | Amber Yobech         | Palau                              | 30,00 s |           |
| 4     | Julianne Kirchner    | Marshallinseln                     | 30,42 s |           |
| 5     | Debra Daniel         | Föderierte Staaten von Mikronesien | 30,61 s |           |
| 6     | Magdalena Moshi      | Tansania                           | 31,37 s |           |
| 7     | Hem Thon Vitiny      | Kambodscha                         | 31,41 s |           |
| 8     | Katerina Ismailowa   | Tadschikistan                      | 32,09 s |           |

### Vorlauf 4
| Platz | Name                        | Nation             | Zeit    | Anmerkung |
| ----- | --------------------------- | ------------------ | ------- | --------- |
| 1     | Ximene Gomes                | Mosambik           | 28,15 s |           |
| 2     | Senele Dlamini              | Swasiland          | 28,70 s |           |
| 3     | Virginia Farmer             | Amerikanisch-Samoa | 28,82 s |           |
| 4     | Katerine Moreno             | Bolivien           | 29,05 s |           |
| 5     | Daschtserengiin Saintsetseg | Mongolei           | 29,63 s |           |
| 6     | Kiran Khan                  | Pakistan           | 29,84 s |           |
| 7     | Aminath Rouya Hussain       | Malediven          | 30,21 s |           |
| 8     | Doli Akhter                 | Bangladesch        | 30,23 s |           |

### Vorlauf 5
| Platz | Name                               | Nation     | Zeit    | Anmerkung |
| ----- | ---------------------------------- | ---------- | ------- | --------- |
| 1     | Sharon Fajardo                     | Honduras   | 27,19 s |           |
| 2     | Chinyere Pigot                     | Suriname   | 27,66 s |           |
| 3     | Dalia Tórrez Zamora                | Nicaragua  | 27,81 s |           |
| 4     | Razan Taha                         | Jordanien  | 27,82 s |           |
| 5     | Rovena Marku                       | Albanien   | 28,15 s | NR        |
| 6     | Tojohanitra Andriamanjatoarimanana | Madagaskar | 28,54 s |           |
| 7     | Diane Etiennette                   | Mauritius  | 28,83 s |           |
| 8     | Ana Crysna da Silva Romero         | Angola     | 29,06 s |           |

### Vorlauf 6
| Platz | Name                 | Nation          | Zeit    | Anmerkung |
| ----- | -------------------- | --------------- | ------- | --------- |
| 1     | Rugilė Mileišytė     | Litauen         | 26,19 s |           |
| 2     | Anna-Liza Mopio-Jane | Papua-Neuguinea | 26,47 s |           |
| 3     | Yamilé Bahamonde     | Ecuador         | 26,54 s |           |
| 4     | Christel Simms       | Philippinen     | 26,64 s |           |
| 5     | Veronica Vdovicenco  | Moldau          | 26,92 s |           |
| 6     | Ngozi Monu           | Nigeria         | 27,39 s |           |
| 7     | Ellen Hight          | Sambia          | 27,42 s |           |
| 8     | Marianela Quesada    | Costa Rica      | 28,11 s |           |

### Vorlauf 7
| Platz | Name              | Nation              | Zeit    | Anmerkung |
| ----- | ----------------- | ------------------- | ------- | --------- |
| 1     | Carolina Colorado | Kolumbien           | 26,11 s |           |
| 2     | Sharntelle McLean | Trinidad und Tobago | 26,19 s |           |
| 3     | Éva Dobár         | Ungarn              | 26,33 s |           |
| 4     | Nina Sovinek      | Slowenien           | 26,49 s |           |
| 5     | Elaine Chan       | Hongkong            | 26,54 s |           |
| 6     | Marina Muljajewa  | Kasachstan          | 26,57 s |           |
| 7     | Monika Babok      | Kroatien            | 26,84 s |           |
| 8     | Mariya Bugakova   | Usbekistan          | 29,73 s |           |

### Vorlauf 8
| Platz | Name                       | Nation     | Zeit    | Anmerkung |
| ----- | -------------------------- | ---------- | ------- | --------- |
| 1     | Anna Gostomelsky           | Israel     | 25,23 s | NR        |
| 2     | Arianna Vanderpool-Wallace | Bahamas    | 25,40 s |           |
| 3     | Sandra Kazíková            | Tschechien | 25,54 s |           |
| 4     | Ragnheiður Ragnarsdóttir   | Island     | 25,82 s |           |
| 5     | Natasha Moodie             | Jamaika    | 25,95 s |           |
| 6     | Leung Chii Lin             | Malaysia   | 26,75 s |           |
| 7     | Miroslava Najdanovski      | Serbien    | DNS     |           |
| 8     | Bayan Jumah                | Syrien     | DNS     |           |

### Vorlauf 9
| Platz | Name                 | Nation       | Zeit    | Anmerkung |
| ----- | -------------------- | ------------ | ------- | --------- |
| 1     | Triin Aljand         | Estland      | 25,29 s |           |
| 2     | Martina Moravcová    | Slowakei     | 25,47 s |           |
| 3     | Anastassija Aksenowa | Russland     | 25,51 s |           |
| 4     | Victoria Poon        | Kanada       | 25,58 s |           |
| 5     | Jang Hui-jin         | Südkorea     | 25,59 s |           |
| 6     | Oksana Serikowa      | Ukraine      | 25,65 s |           |
| 7     | Martha Matsa         | Griechenland | 25,68 s |           |
| 8     | Vanessa García       | Puerto Rico  | 25,81 s |           |

### Vorlauf 10
| Platz | Name                     | Nation             | Zeit    | Anmerkung |
| ----- | ------------------------ | ------------------ | ------- | --------- |
| 1     | Cate Campbell            | Australien         | 24,20 s |           |
| 2     | Dara Torres              | Vereinigte Staaten | 24,58 s |           |
| 3     | Francesca Halsall        | Großbritannien     | 24,93 s |           |
| 4     | Aljaksandra Herassimenja | Belarus            | 25,07 s |           |
| 5     | Anna-Karin Kammerling    | Schweden           | 25,34 s |           |
| 5     | Flávia Delaroli          | Brasilien          | 25,34 s |           |
| 7     | Petra Dallmann           | Deutschland        | 25,43 s |           |
| 8     | Cristina Chiuso          | Italien            | 25,74 s |           |

### Vorlauf 11
| Platz | Name                | Nation      | Zeit    | Anmerkung |
| ----- | ------------------- | ----------- | ------- | --------- |
| 1     | Marleen Veldhuis    | Niederlande | 24,38 s |           |
| 2     | Jeanette Ottesen    | Dänemark    | 24,83 s |           |
| 3     | Therese Alshammar   | Schweden    | 24,94 s |           |
| 4     | Arlene Semeco       | Venezuela   | 24,98 s | NR        |
| 5     | Hinkelien Schreuder | Niederlande | 25,00 s |           |
| 5     | Li Zhesi            | China       | 25,00 s |           |
| 7     | Céline Couderc      | Frankreich  | 25,22 s |           |
| 8     | Lize-Mari Retief    | Südafrika   | 25,44 s |           |

### Vorlauf 12
| Platz | Name                | Nation             | Zeit    | Anmerkung |
| ----- | ------------------- | ------------------ | ------- | --------- |
| 1     | Lisbeth Trickett    | Australien         | 24,67 s |           |
| 2     | Britta Steffen      | Deutschland        | 24,90 s |           |
| 3     | Zhu Yingwen         | China              | 24,91 s |           |
| 4     | Malia Metella       | Frankreich         | 24,95 s |           |
| 5     | Kara Lynn Joyce     | Vereinigte Staaten | 25,01 s |           |
| 6     | Hanna-Maria Seppälä | Finnland           | 25,06 s | NR        |
| 7     | Agata Korc          | Polen              | 25,14 s | NR        |
| 8     | Swjatlana Chachlowa | Belarus            | 25,27 s |           |

## Halbfinale

### Lauf 1
| Platz | Name                     | Nation             | Zeit    | Anmerkung |
| ----- | ------------------------ | ------------------ | ------- | --------- |
| 1     | Britta Steffen           | Deutschland        | 24,43 s |           |
| 2     | Marleen Veldhuis         | Niederlande        | 24,46 s |           |
| 3     | Lisbeth Trickett         | Australien         | 24,47 s |           |
| 4     | Hinkelien Schreuder      | Niederlande        | 24,52 s |           |
| 5     | Kara Lynn Joyce          | Vereinigte Staaten | 24,63 s |           |
| 6     | Aljaksandra Herassimenja | Belarus            | 24,72 s |           |
| 7     | Francesca Halsall        | Großbritannien     | 24,80 s |           |
| 8     | Malia Metella            | Frankreich         | 24,89 s |           |

### Lauf 2
| Platz | Name                | Nation             | Zeit    | Anmerkung |
| ----- | ------------------- | ------------------ | ------- | --------- |
| 1     | Dara Torres         | Vereinigte Staaten | 24,27 s |           |
| 2     | Cate Campbell       | Australien         | 24,42 s |           |
| 3     | Zhu Yingwen         | China              | 24,76 s |           |
| 4     | Jeanette Ottesen    | Dänemark           | 24,86 s |           |
| 5     | Li Zhesi            | China              | 24,90 s |           |
| 6     | Therese Alshammar   | Schweden           | 24,96 s |           |
| 7     | Arlene Semeco       | Venezuela          | 25,05 s |           |
| 8     | Hanna-Maria Seppälä | Finnland           | 25,19 s |           |

## Finale
| Platz | Name                     | Nation             | Zeit    | Anmerkung |
| ----- | ------------------------ | ------------------ | ------- | --------- |
| 1     | Britta Steffen           | Deutschland        | 24,06 s | OR        |
| 2     | Dara Torres              | Vereinigte Staaten | 24,07 s | AM        |
| 3     | Cate Campbell            | Australien         | 24,17 s |           |
| 4     | Lisbeth Trickett         | Australien         | 24,25 s |           |
| 5     | Marleen Veldhuis         | Niederlande        | 24,26 s |           |
| 6     | Kara Lynn Joyce          | Vereinigte Staaten | 24,63 s |           |
| 7     | Hinkelien Schreuder      | Niederlande        | 24,65 s |           |
| 8     | Aljaksandra Herassimenja | Belarus            | 24,77 s |           |